# Водонапірна вежа (Пирятин)
Водонапірна вежа у Пирятині — архітектурна споруда, пам'ятка історії в Лубенському районі Полтавської області.

## Опис
Водонапірна вежа побудована в 1952 році. Розташована в південній частині міста Пирятин Полтавської області, вздовж автошляху міжнародного значення М03 Київ — Харків.

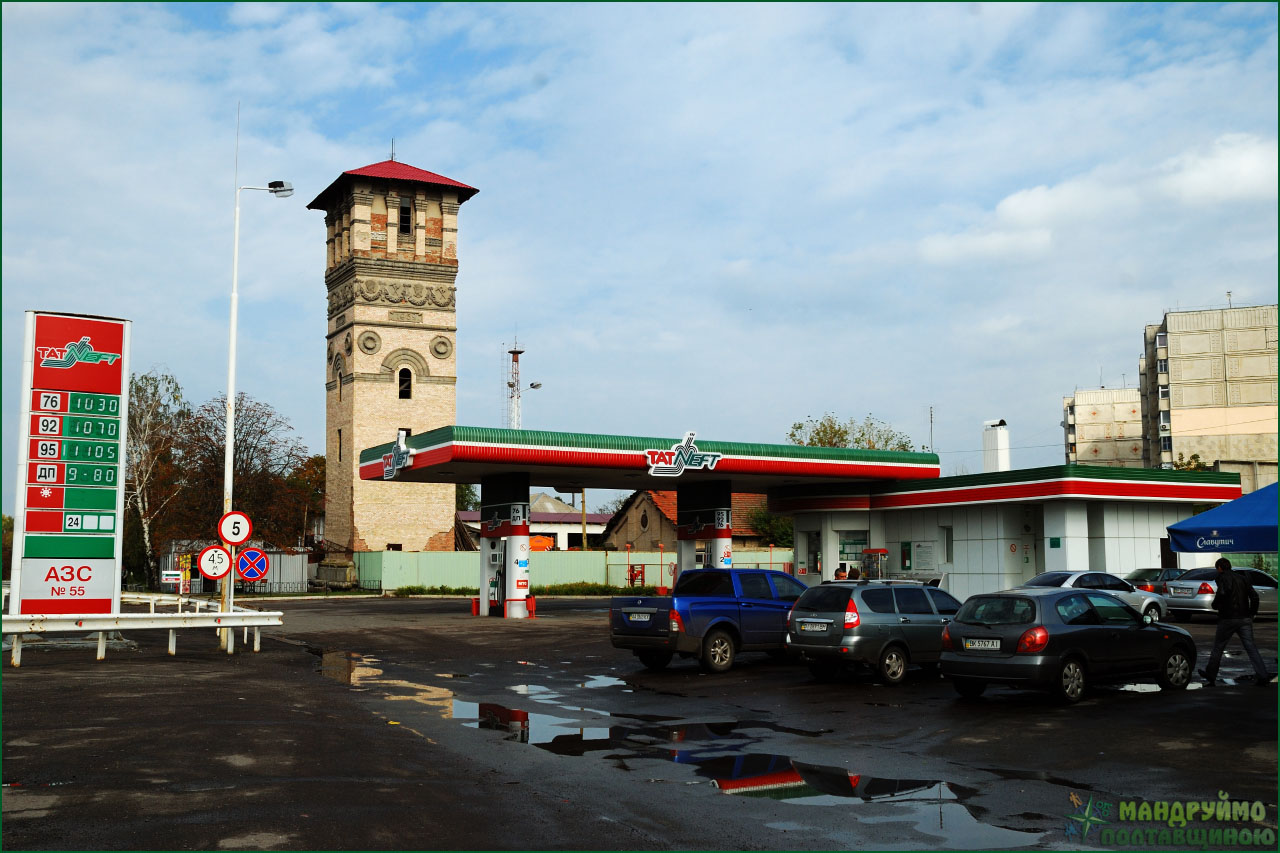
Водонапірна вежа (серпень 2012)

Цегляна, обкладена плиткою, із орнаментною окантовкою вгорі, висота близько 30 метрів. Будівництво вежі розпочалося у 1950 році за проєктом нового комплексу дорожньо-ремонтного підприємства. Донині ні сам проєкт, ні ім'я архітектора не збереглися. Зводити вежу розпочали військовополонені німці, а завершили в 1952 році в'язні, яких доставили на будівельні роботи з колоній.

## Цікаві факти
- У 1958 році водонапірна вежа попала в кадри художнього фільму «Перший парубок».
- Поряд із вежею знаходиться автозаправна станція, на якій у 1962 році за сценарієм лубенського письменника-гумориста Петра Лубенського було знято відому українську радянську кінокомедію «Королева бензоколонки».

|  | У пошуках місця для зйомок асистенти режисера об'їздили чи не всю Україну. Місцем, де розгорталися основні події кіносюжету, українські кінематографісти обрали мало кому відомий районний центр на Полтавщині — Пирятин. Кажуть, що саме водонапірна вежа оригінального дизайну поблизу бензоколонки й схилила режисера фільму до рішення проводити зйомки в цьому містечку. Але пожежники, з метою пожежної безпеки, заборонили зйомки на діючій АЗС. І реквізитори поруч побудували іншу АЗС — бутафорську. Ще одна автозаправка була побудована у павільйоні кіностудії імені Олександра Довженка. Пирятинська водонапірна вежа з'являлась у кадрі не менше, ніж головна героїня кінострічки, через що стала відомим символом міста. |

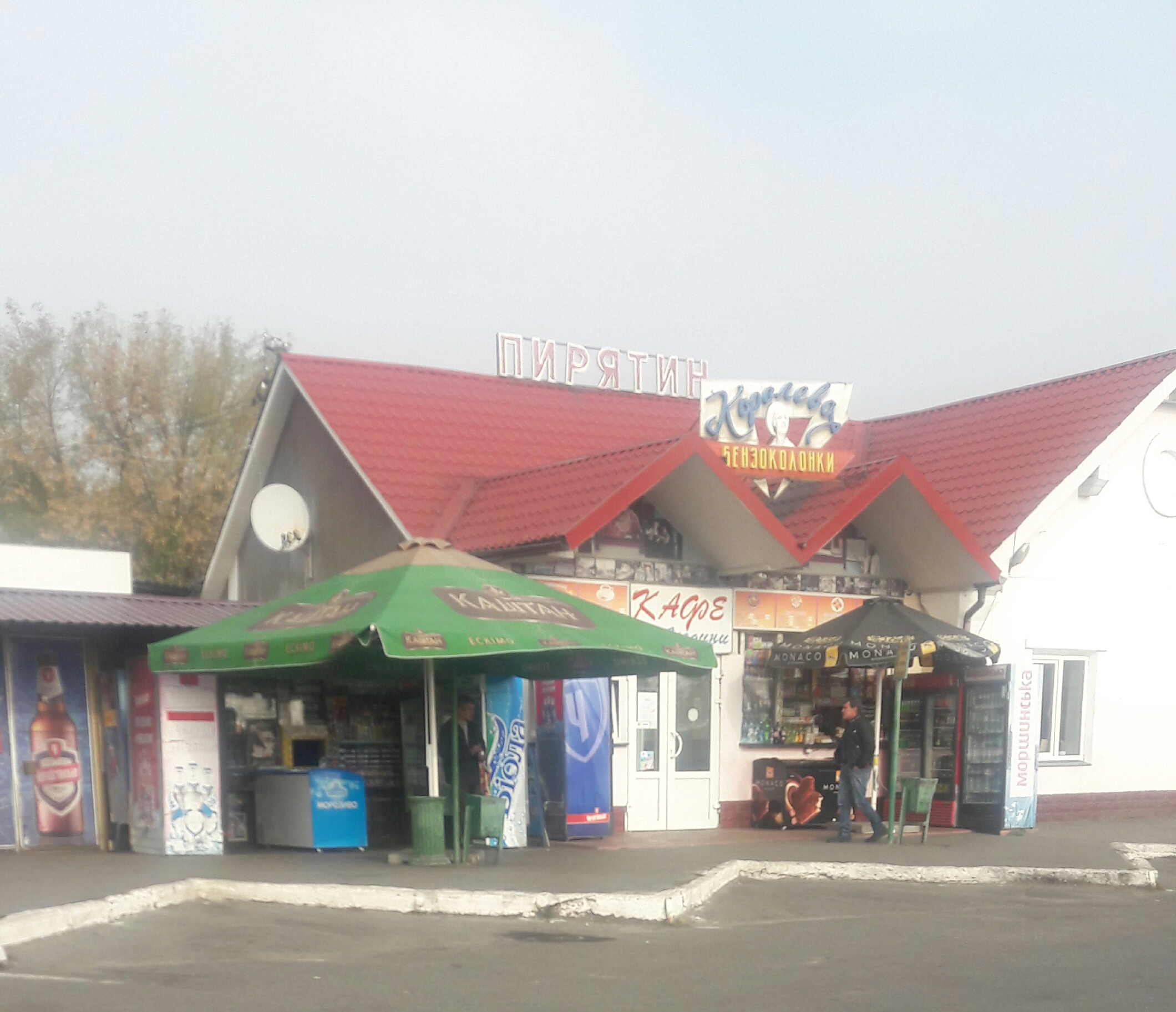
Кафе «Королева бензоколонки» між вежою та автостанцією

- Біля вежі знаходиться кафе «Королева бензоколонки», яке оформлено світлинами з однойменної кінокомедії.
- Нині водонапірна вежа не використовується за призначенням. Місцеві мешканці називають вежу «пізанською» — за аналогією з оригінальною Пізанською вежею[3].
- Аварійна візитка Пирятина нахилилася в бік траси приблизно на 20 сантиметрів – через проблеми з переливною трубою, що встановлена під цоколем. Вежу хотіли знести, але місцевий підприємець викупив її за 1 млн гривень; на реставрацію будівлі потрібно 2 млн гривень. Подальших варіантів для використання вежі чимало – кафе, музей, оглядовий майданчик для туристів[4].
- Вежа за таким самим проєктом[5] побудована в Конча-Заспівській шляхово-експлуатаційній дільниці в селищі Віта-Литовська на Столичному шосе поблизу київського авторинку.

## Галерея

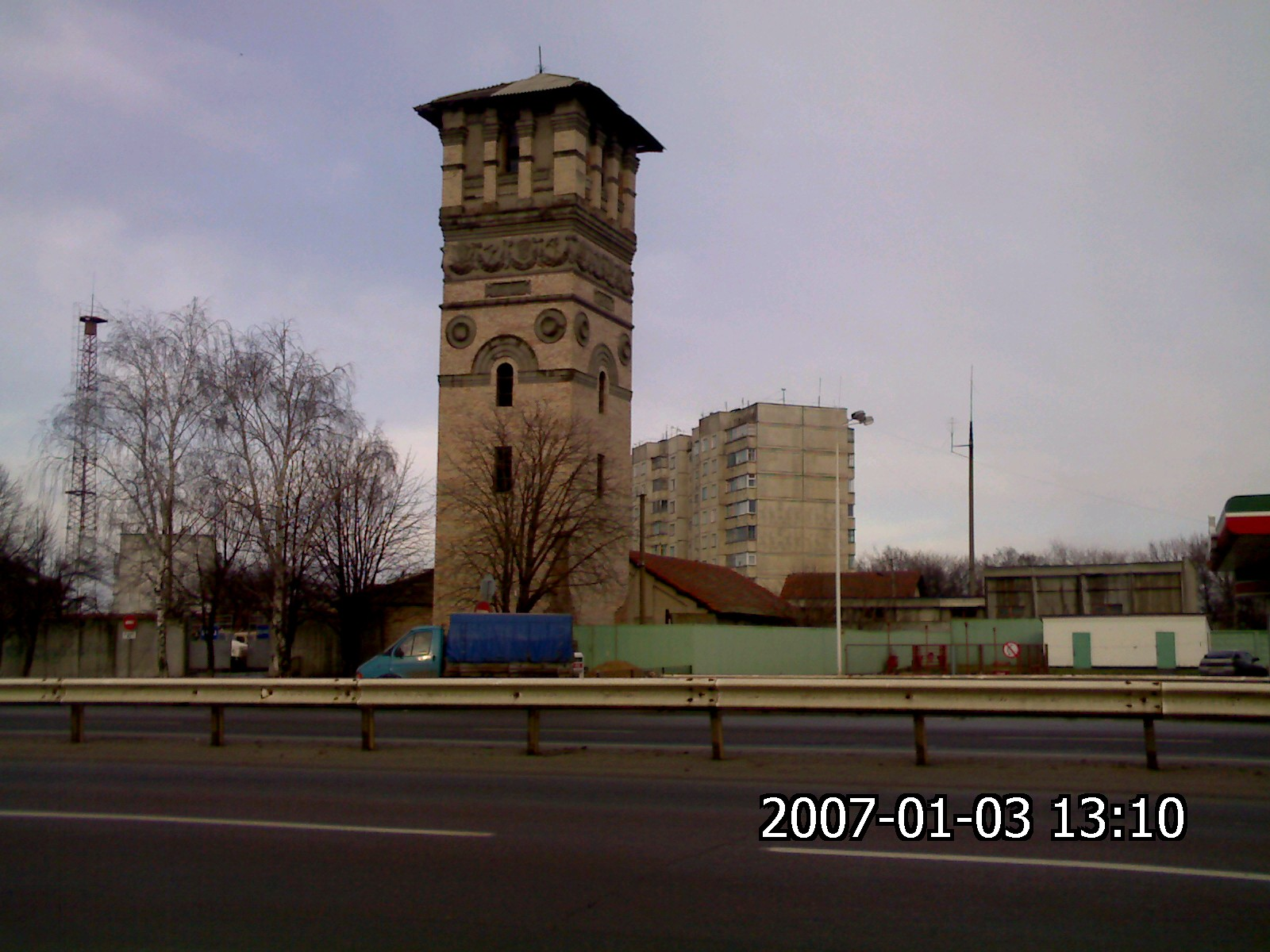
2007
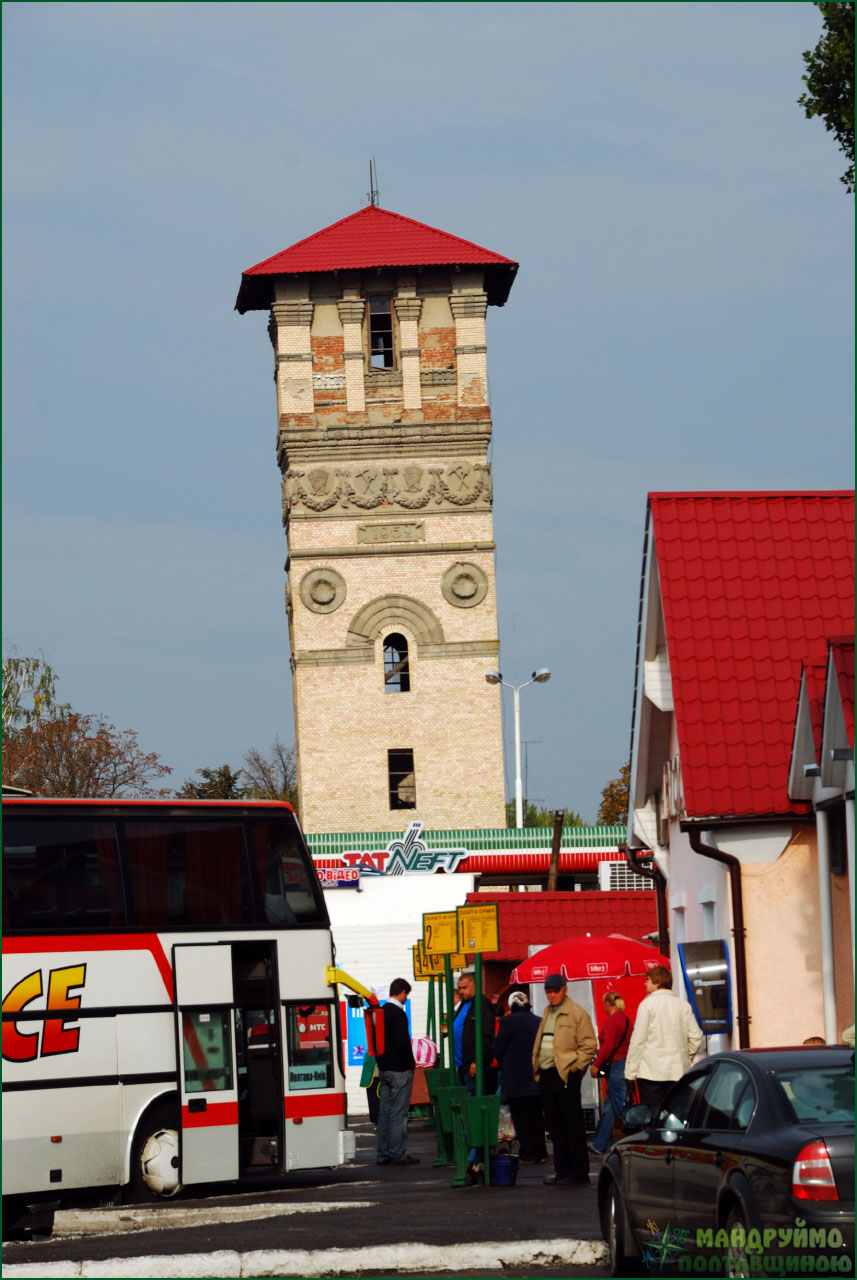
2012
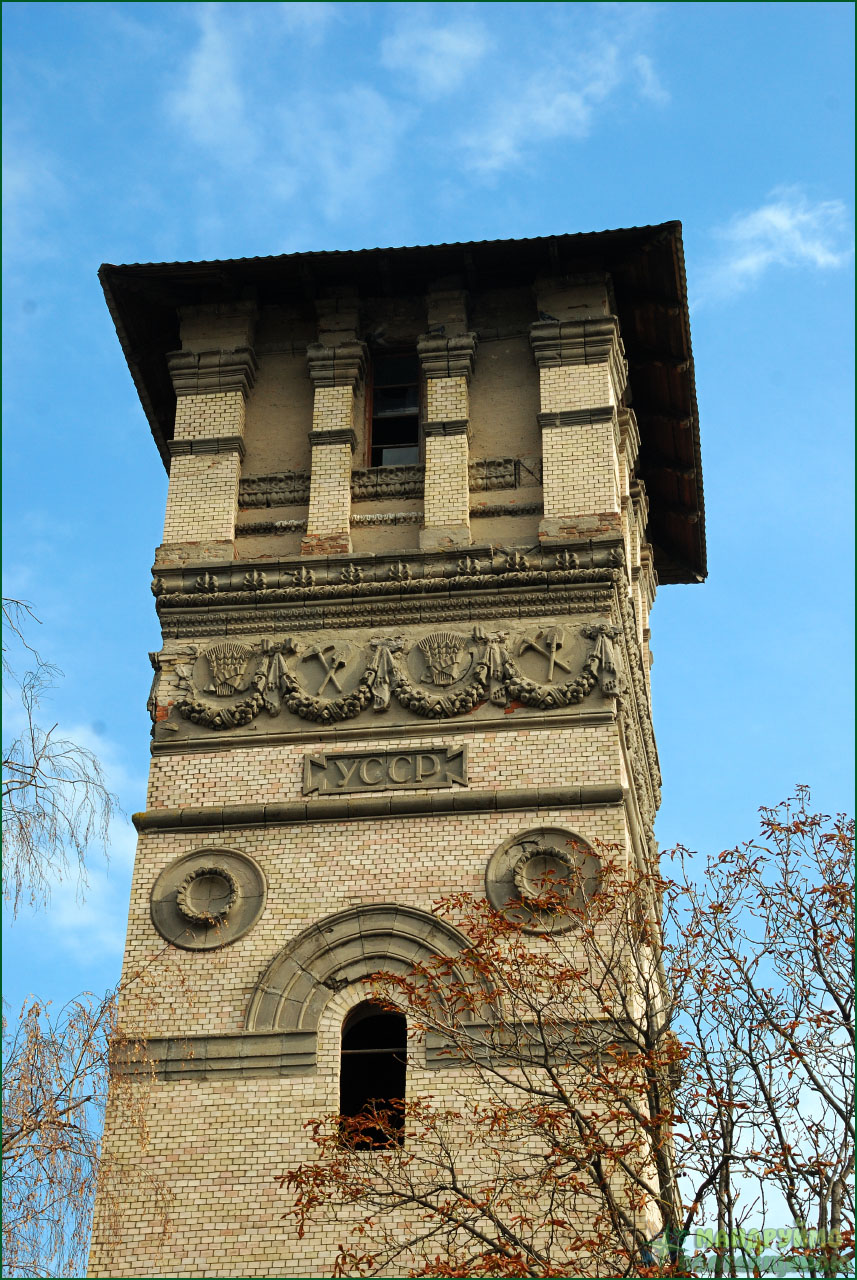
2012
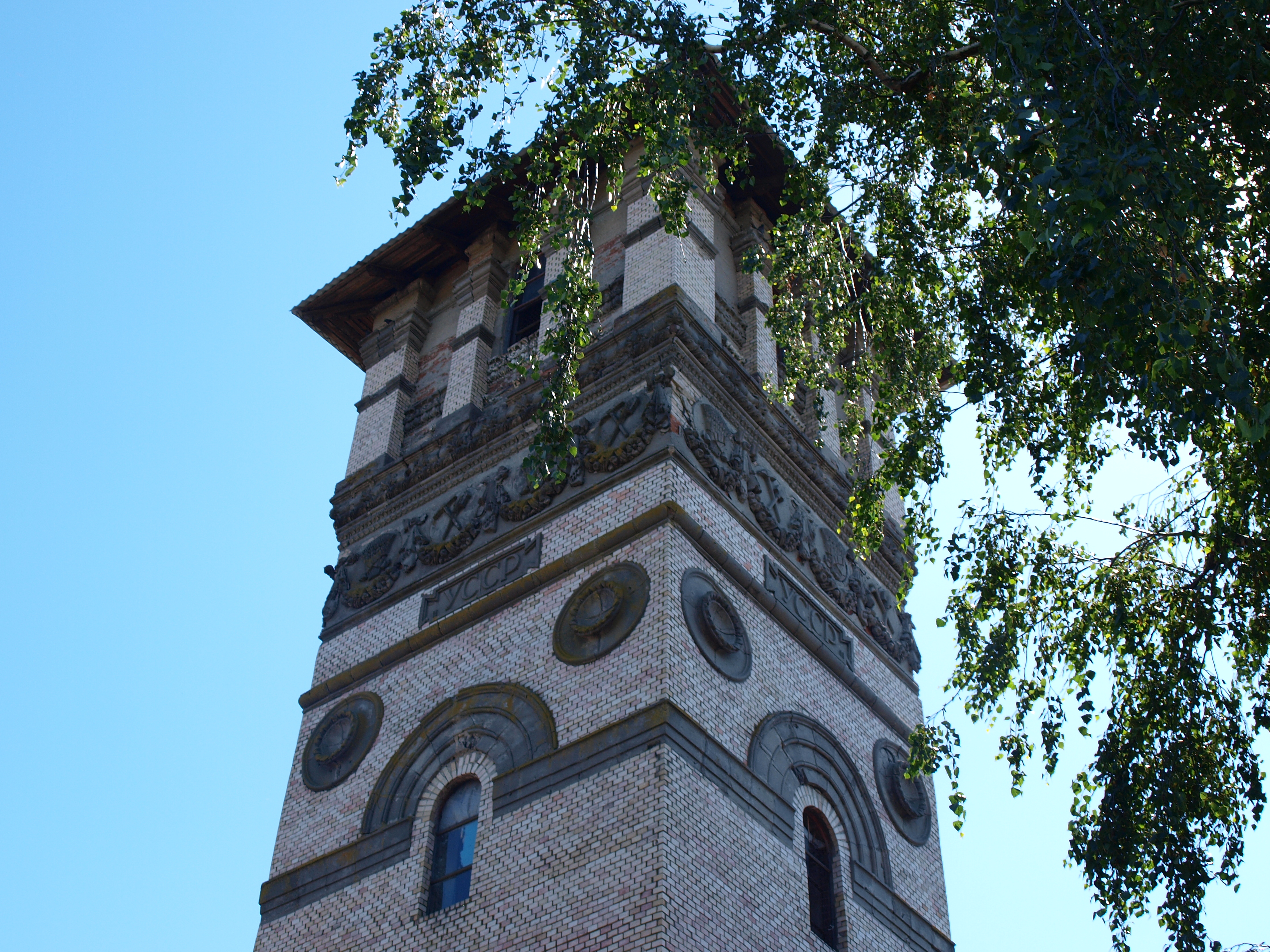
2020